# J-PAS
J-PAS (англ. Javalambre Physics of the Accelerating universe Astrophysical Survey, Хаваламбрський астрофізичний огляд фізики прискореного Всесвіту) — астрономічний огляд, який проводиться Астрофізичною обсерваторією Хаваламбре, розташованою в Піко-дель-Буітре в горах Сьєрра-де-Хаваламбре в провінції Теруель в Іспанії. J-PAS офіційно розпочав свою роботу влітку 2023 року.
Астрофізичною обсерваторією Хаваламбре керує Арагонський центр досліджень фізики космосу. Вона включає два телескопи — 2,5-метровий телескоп JST/T250 та 80-сантиметровий телескоп JAST/T80. J-PAS досліджує небо за допомогою телескопа JST/T250, який має 1,2-гігапіксельну камеру, що складається з 14 ПЗЗ-матриць. J-PAS планує спостерігати понад 8000 квадратних градусів (близько 1/5 всього неба) у 57 фільтрах протягом 5—6 років.
Фільтри J-PAS охоплюють всю видиму область електромагнітного спектра, а також ближні інфрачервоний та ультрафіолетовий діапазони (від 3500 Å до 10 000 Å). Використані фільтри можна розділити на такі групи:
- 54 вузькосмугові фільтри (приблизно 14 нм завширшки).
- 2 середньосмугові фільтри (приблизно 50 нм завширшки); вони розташовані на синьому й червоному краях спектрального діапазону J-PAS.
- 1 широкосмуговий фільтр iSDSS (приблизно 200 нм завширшки); який також використовується як фільтр детектування.

## Історія та учасники
J-PAS був одним із головних мотивів заснування Астрофізичної обсерваторії Хаваламбре. Нижче наведено перелік організацій, які були засновниками J-PAS:
- Арагонський центр досліджень фізики космосу[en], Теруель, Іспанія.
- Бразильська національна обсерваторія[en], Ріо-де-Жанейро, Бразилія.
- Інститут астрономії, геофізики й атмосферних наук Сан-Паулу[pt], у Сан-Паулу, Бразилія.
- Астрофізичний інститут Андалусії[en] — Вища рада з наукових досліджень Іспанії[en], Гранада, Іспанія.

Представники цих інститутів-засновників є повноправними членами J-PAS. Вчені з інших інститутів також можуть подати заявку на отримання статусу асоційованих членів або зовнішніх співробітників.